# Magāsīs
Magāsīs (persiska: مگاسیس, Magāşīş) är en ort i Iran.   Den ligger i provinsen Khuzestan, i den västra delen av landet, 600 km sydväst om huvudstaden Teheran. Magāsīs ligger 11 meter över havet och antalet invånare är 584.
Terrängen runt Magāsīs är mycket platt. Runt Magāsīs är det ganska glesbefolkat, med 38 invånare per kvadratkilometer. Närmaste större samhälle är Hoveyzeh, 12,5 km söder om Magāsīs. Omgivningarna runt Magāsīs är i huvudsak ett öppet busklandskap.